# Serviço de Inteligência e Segurança de Estado
Der Serviço de Inteligência e Segurança de Estado (SINSE) ist der  Nachrichtendienst von Angola, gegründet am 29. November 1975 unter der Ägide des ersten Präsidenten von Angola António Agostinho Neto.
Der Nachrichtendienst und der Staatssicherheitsdienst sind jedoch Teil der Nationalpolizei und unterstehen dem Innenministerium. 
Aus spezifischer Sicht lassen sich die Kompetenzen des Dienste in zwei Hauptbereiche unterteilen:
Auf der Informationsseite besteht seine Tätigkeit in der Suche und Verarbeitung strategischer Informationen, der Erstellung von Nachrichten und deren Verbreitung;
Auf der Aktionsseite besteht seine Tätigkeit in der Durchführung von Sicherheits- und Aufklärungsoperationen.

## Leiter
- Eduardo Filomeno Barber Leiro Octávio (2013–2018)